# Estádio Marcos José Campagnaro
Estádio Marcos José Campagnaro – stadion piłkarski, w Ibiraçu, Espírito Santo, Brazylia, na którym swoje mecze rozgrywa klub Ibiraçu Esporte Clube.